# Thallium(III)-acetat
Thallium(III)-acetat ist eine chemische Verbindung des Thalliums aus der Gruppe der Acetate.

## Gewinnung und Darstellung
Thallium(III)-acetat kann durch Reaktion von Thallium(III)-oxid mit Essigsäure gewonnen werden.

## Eigenschaften
Thallium(III)-acetat ist ein weißer Feststoff, der empfindlich auf Feuchtigkeit unter Zersetzung reagiert.

## Verwendung
Thallium(III)-acetat kann zur Oxidation von organischen Verbindungen verwendet werden. Es findet in der organischen Synthese Verwendung zur Einführung der Acetoxy-Gruppe, bei der Addition von aromatischen Amiden an Alkene und zur Oxidation von ungesättigten Verbindungen zu Aldehyden und Ketonen.